# Ludobójstwo Ormian
Ludobójstwo Ormian (orm. Մեծ Եղեռն, Mec Jeghern, co oznacza „wielkie nieszczęście”; Հայոց ցեղասպանություն Hajoc’ C’eghaspanut’jun – „ludobójstwo Ormian”), rzeź Ormian (tur. Ermeni Soykırımı) – ludobójstwo popełnione na ludności ormiańskiej w Imperium Osmańskim w czasie I wojny światowej, w latach 1915–1917. Według współczesnych obliczeń tureckich w latach 1915–1917 zginęło 972 tysiące osób. Wcześniej Turcy przyjmowali, że zginęło 300 tysięcy osób; Ormianie natomiast liczbę ofiar szacowali na 1,5 miliona osób.
Ludobójstwo Ormian jest drugim po Holokauście najlepiej udokumentowanym i opisanym ludobójstwem dokonanym przez władze państwowe na grupie etnicznej w czasach nowożytnych. Jednym z ubocznych skutków tego ludobójstwa stało się powstanie światowej diaspory ormiańskiej.
24 kwietnia każdego roku społeczność ormiańska na całym świecie obchodzi rocznicę rozpoczęcia eksterminacji swego narodu. Organizowane są zarówno w ojczystej Armenii, jak i poza jej granicami, również w Polsce.

## Przyczyny ludobójstwa

### Ormianie pod panowaniem osmańskim
Ziemie armeńskie weszły w skład Imperium Osmańskiego za czasów panowania sułtana Selima II (druga połowa XVI wieku). Po pokoju w Adrianopolu, po zakończonej wojnie turecko-rosyjskiej, wschodnia Armenia dostała się pod panowanie rosyjskie. Zachodnia Armenia natomiast aż do I wojny światowej pozostała pod panowaniem tureckim.
Imperium Osmańskie było zorganizowane w system milletów. Ormianie byli zorganizowani w trzy millety: Apostolski Kościół Ormiański, Kościół katolicki obrządku ormiańskiego oraz powstały w XIX wieku Ormiański Kościół Ewangelicki. Zgodnie z tym systemem Patriarcha był nie tylko zwierzchnikiem religijnym, ale był również odpowiedzialny za płacenie podatków i stanowienie praw wewnątrz społeczności. Ormianie, jako niemuzułmanie, byli zwolnieni ze służby wojskowej i niektórych podatków. Handel imperium skupiał się głównie w rękach Ormian. Wielu osiągnęło bardzo wysokie pozycje, na przykład przedsiębiorca Calouste Sarkis Gulbenkian, malarz Hovsep Pushman czy pisarz Sargis Mubayeajian.
Ormianie zamieszkiwali wschodnią Anatolię ze skupiskami w Cylicji oraz rejony miast Erzurum, Wan i Kars. Wielu osiedliło się w Stambule, Trabzonie, Ankarze, Izmirze. Stopniowo w rejony zajmowane pierwotnie przez Ormian zaczęli napływać Turcy oraz Kurdowie. Takie migracje były popierane przez państwo, chcące zmniejszyć tym samym liczebność Ormian na wschodzie i Greków na zachodzie imperium.
Tak zwana Armenia Zachodnia w Imperium Osmańskim była zorganizowana w sześć wilajetów: Erzurum, Wan, Bitlis, Diyarbakır, Elazığ oraz Sivas.

#### Pierwsze masakry

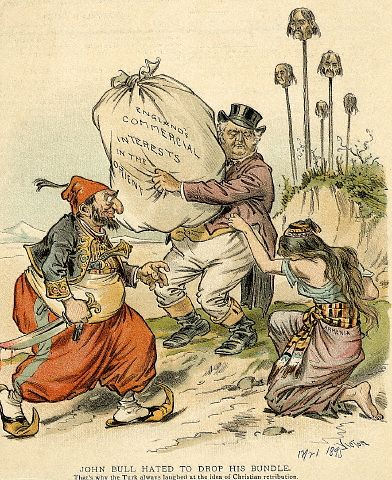
Karykatura z 1895 r., kiedy świat po raz pierwszy usłyszał o masakrach Ormian. Kobieta z napisem „Armienia” na kolanach błaga Johna Bulla, który ściska worek z napisem „angielskie interesy na wschodzie”. Do kobiety zbliża się Turek, który za chwilę ją zasztyletuje. Anglik widzi to, ale nie zamierza reagować

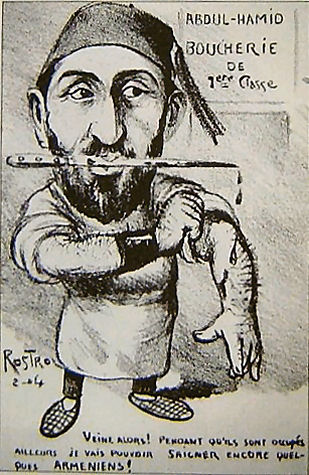
Karykatura francuska z końca XIX wieku przedstawiająca sułtana Abdülhamida II jako rzeźnika.

W 1890 roku na terenie Imperium Osmańskiego, głównie w podbitej przez Turków Armenii Zachodniej, mieszkało ponad 2,6 mln Ormian. Podobnie jak chrześcijańskie narody bałkańskie, tureccy Ormianie, widząc słabość imperium w obliczu rosyjskich planów przejęcia Konstantynopola, żądali autonomii. By ich zastraszyć, sułtan Abdülhamid II zachęcał Kurdów do mordowania Ormian. Tworzył złożone z Kurdów konne bojówki, które miały działać na terenach historycznej Armenii. Działania te, w połączeniu z wysokimi podatkami, ograniczeniami dotyczącymi np. budownictwa sakralnego i innymi restrykcjami natury administracyjnej, doprowadziły do wybuchu ormiańskich powstań, krwawo stłumionych w latach 1894–1895 przez wojsko tureckie. Pierwszą widownią tych działań było miasto Samsun, z którego część mieszkańców uciekła w góry przed wysłaną przez sułtana armią turecką, a pozostałych wymordowano. Czynny opór stawiło miasto Zejtun, którego mieszkańcy w 1895 roku odparli trzy szarże regularnej armii tureckiej, mając do dyspozycji 600 przestarzałych karabinów i dwie armaty. Prześladowano również Ormian mieszkających w Stambule. Pod koniec września 1895 roku odbyły się tam manifestacje, przeciw którym władze słały bojówki. W tym czasie życie straciło ok. 2 tysięcy osób.
Dwa lata później grupa rewolucjonistów ormiańskiego pochodzenia zajęła Bank Osmański. W odwecie doszło do pogromów Ormian, w czasie których zginęło ok. 50 tysięcy ludzi. Nie wiadomo, w jakim stopniu działania te były inspirowane przez rząd osmański.
Szacuje się, że w latach 1894–1896 śmierć poniosło ok. 300 tysięcy Ormian.

### Rozpad Imperium

#### Młodoturcy i panturkizm

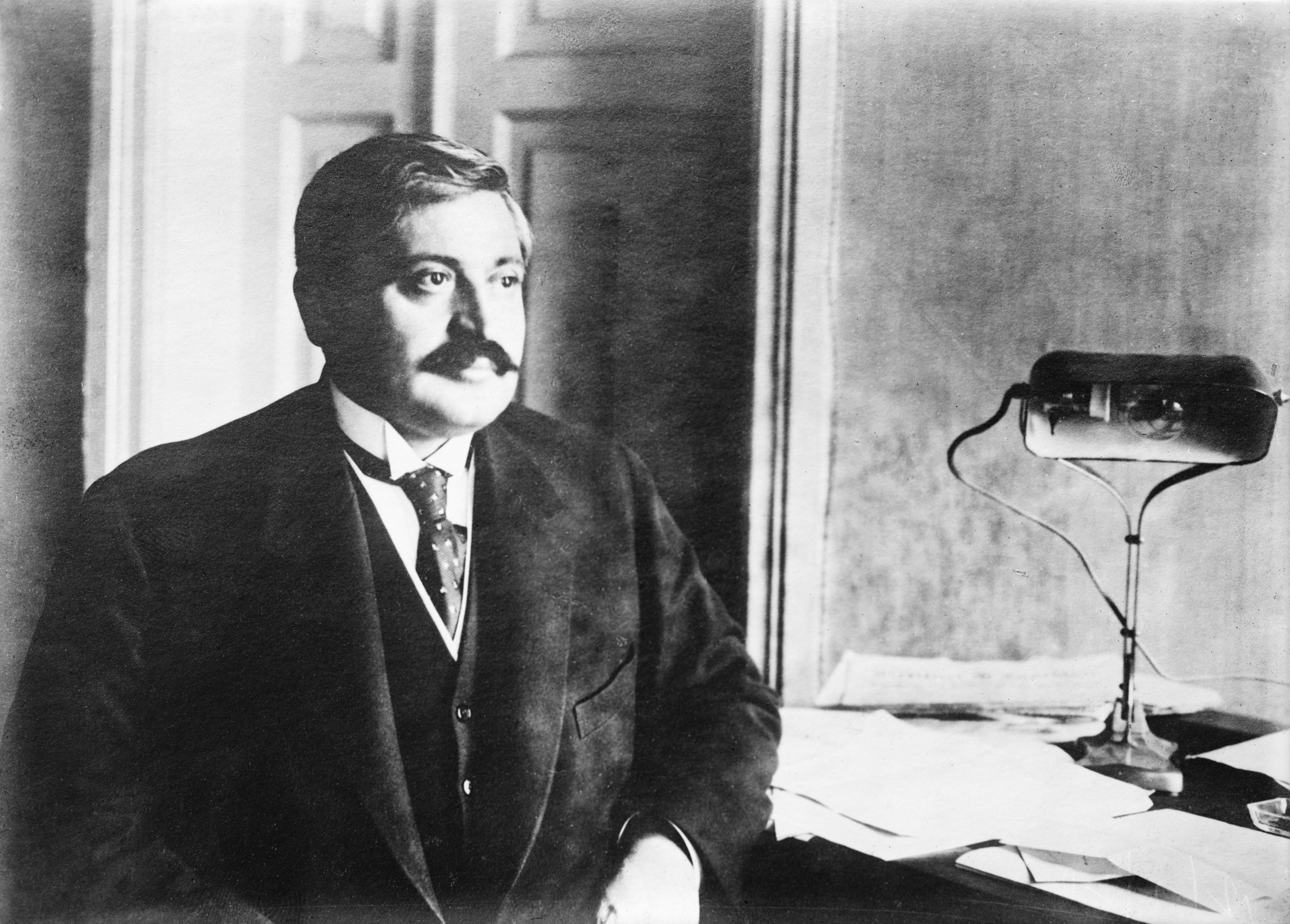
Inicjator ludobójstwa Ormian Talaat Pasza

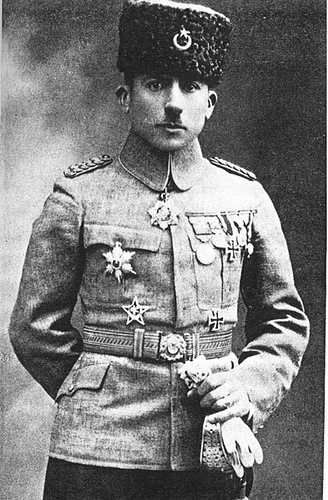
Rafael de Nogales Mendez (1879–1936) – wenezuelski oficer, który służył w armii tureckiej, pozostawił szczegółowy opis masakry w swojej książce Cuatro años bajo la media luna

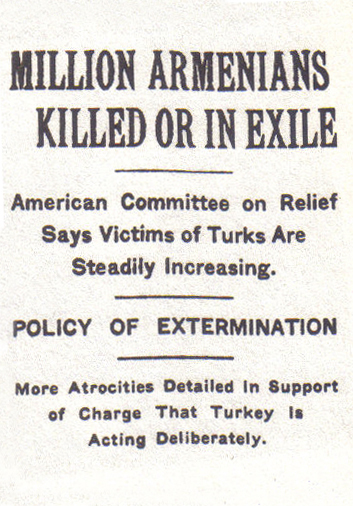
Artykuł z amerykańskiego New York Timesa z 15 grudnia 1915 roku

Przed wybuchem I wojny światowej władzę w Turcji objął Komitet Jedności i Postępu zwany młodoturkami. Ludność imperium osmańskiego niewyznająca islamu, w tym Ormianie, liczyła na poprawę swojej sytuacji. Nadzieje na zmiany okazały się płonne, gdyż młodoturcy głosili idee panturkizmu. Jego ideolodzy dążyli do zajęcia turańskich ziem Persji i Imperium Rosyjskiego. Dążyli do zjednoczenia ludów tureckich „od Bosforu po Mongolię”.

## Ludobójstwo
24 kwietnia 1915 roku rząd turecki wydał rozporządzenie nakazujące aresztowanie ormiańskiej inteligencji – tylko w Stambule aresztowano wówczas i w większości zgładzono 2345 osób, a 27 maja kolejne tysiące i setki tysięcy, wprowadzając tzw. „deportacje” (także terminy „translokacje” lub „przesiedlenia”), zamieszkujących Anatolię Ormian i Asyryjczyków do Syrii i Mezopotamii. Działania te, nazywane później marszami śmierci, były jednym ze sposobów realizowania zaplanowanej eksterminacji tych „niewygodnych” narodowości. W wyniku tej operacji setki tysięcy z nich zmarły z głodu, pragnienia i chorób. Wiele osób zostało brutalnie wymordowanych przez tureckich żołnierzy i cywilów, a także Kurdów, których rząd do tego zachęcał, dając im wolną rękę i otwarte przyzwolenie na takie traktowanie Ormian i Asyryjczyków.
Zatrzymanych rozstrzeliwano, topiono, zarzynano, spychano w górskie przepaście, przybijano podkowy końskie do stóp duchownym Kościoła ormiańskiego, palono żywcem lub zakopywano w ziemi, a kobiety wcześniej gwałcono. Do końca 1915 roku około pół miliona ludzi wypędzono na Pustynię Syryjską, gdzie ginęli pozbawieni wody i schronienia od słońca.
W telegramie z września 1915 roku min. Talaat Pasza tak pisał o planach rządu:

Już wcześniej zostało zakomunikowane, że rząd zdecydował o całkowitej eksterminacji wszystkich Ormian zamieszkałych w Turcji. (…) Bez względu na to, że znajdują się wśród nich kobiety, dzieci i chorzy, jakkolwiek tragiczne będą środki tej eksterminacji, bez słuchania głosu sumienia należy położyć kres ich egzystencji. (…) Ci, którzy sprzeciwią się temu rozkazowi, nie mogą być urzędnikami państwowymi.

Telegramy Talaata Paszy (zwane również dokumentami Andoniana) niektórzy historycy uważają jednak za fałszerstwo.

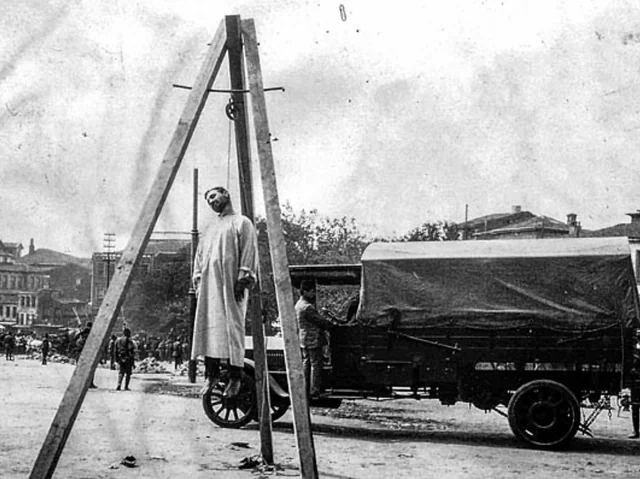
Ormiański działacz polityczny publicznie powieszony podczas ludobójstwa Ormian. Imperium Osmańskie, ok. 1915 r.

W kilku miejscach Ormianie bronili się przed tureckim wojskiem. Około miesiąca od 20 kwietnia 1915 roku stawiała opór ormiańska dzielnica w Wan – aż do zajęcia miasta przez Rosjan. Przez ponad 50 dni 5 tysięcy mieszkańców okręgu Musa broniło się w masywie Musa Dagh. Między 4 a 22 września 1915 roku 4092 z nich zostało ewakuowanych przez marynarkę francuską. O tych ostatnich wydarzeniach Franz Werfel napisał powieść Czterdzieści dni Musa Dah . Relacje ocalałych świadków ludobójstwa przywołała również Agatha Christie w swoim bliskowschodnim reportażu Opowiedzcie, jak tam żyjecie. Jednym z pierwszych, który zajął się badaniem tych zdarzeń, był filozof kultury Arnold Toynbee.
Szacuje się, że w wyniku całej operacji liczba Ormian w Turcji spadła z 2,1 miliona w 1912 roku do zaledwie 150 tysięcy w 1922 roku.

## Współczesna Republika Turecka wobec ludobójstwa
Nawet dziś rząd Turcji oficjalnie twierdzi, że tureccy Ormianie padli ofiarą epidemii podczas ewakuacji frontu, a jej przedstawicielstwa dyplomatyczne agresywnie atakują próby upamiętnienia ofiar. Pisarzowi nobliście Orhanowi Pamukowi wytoczono proces „o obrazę tureckości” po tym, jak ośmielił się wspomnieć o tragedii Ormian.
13 marca 2005 roku premier Turcji Recep Tayyip Erdoğan zaproponował władzom Armenii zorganizowanie dwustronnej komisji, która miałaby zbadać sprawę masakry w latach 1915–1917. Debata w parlamencie tureckim nad tą propozycją była pierwszą, która poruszyła sprawę tamtych wydarzeń.
10 października 2009 roku Turcja oraz Armenia nawiązały stosunki dyplomatyczne, pierwsze od czasu ludobójstwa. Na mocy porozumienia otwarte miały zostać granice, które od 1993 roku są zamknięte. Był to rezultat konfliktu o Górski Karabach, podczas którego Armenia opanowała region, choć etnicznie jest ormiański, ale przynależał do Azerbejdżanu.

### Negocjacje członkowskie Turcji z Unią Europejską a sprawa ludobójstwa

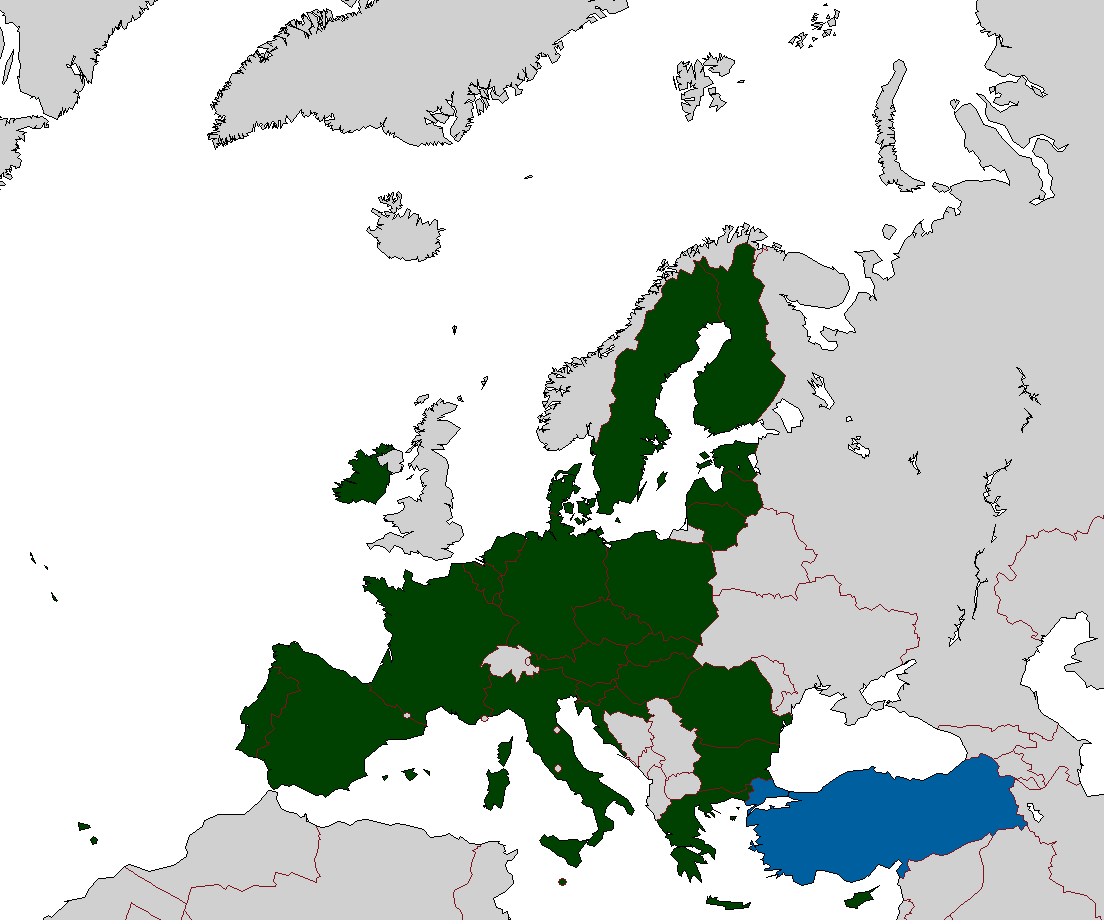
Żeby Turcja mogła się stać członkiem UE, zgodę muszą wyrazić Komisja Europejska, Parlament Europejski i każde z państw członkowskich z osobna. Kilka krajów zapowiedziało, że zawetują potencjalny akces, jeżeli Turcja będzie się upierać przy swoim stanowisku.

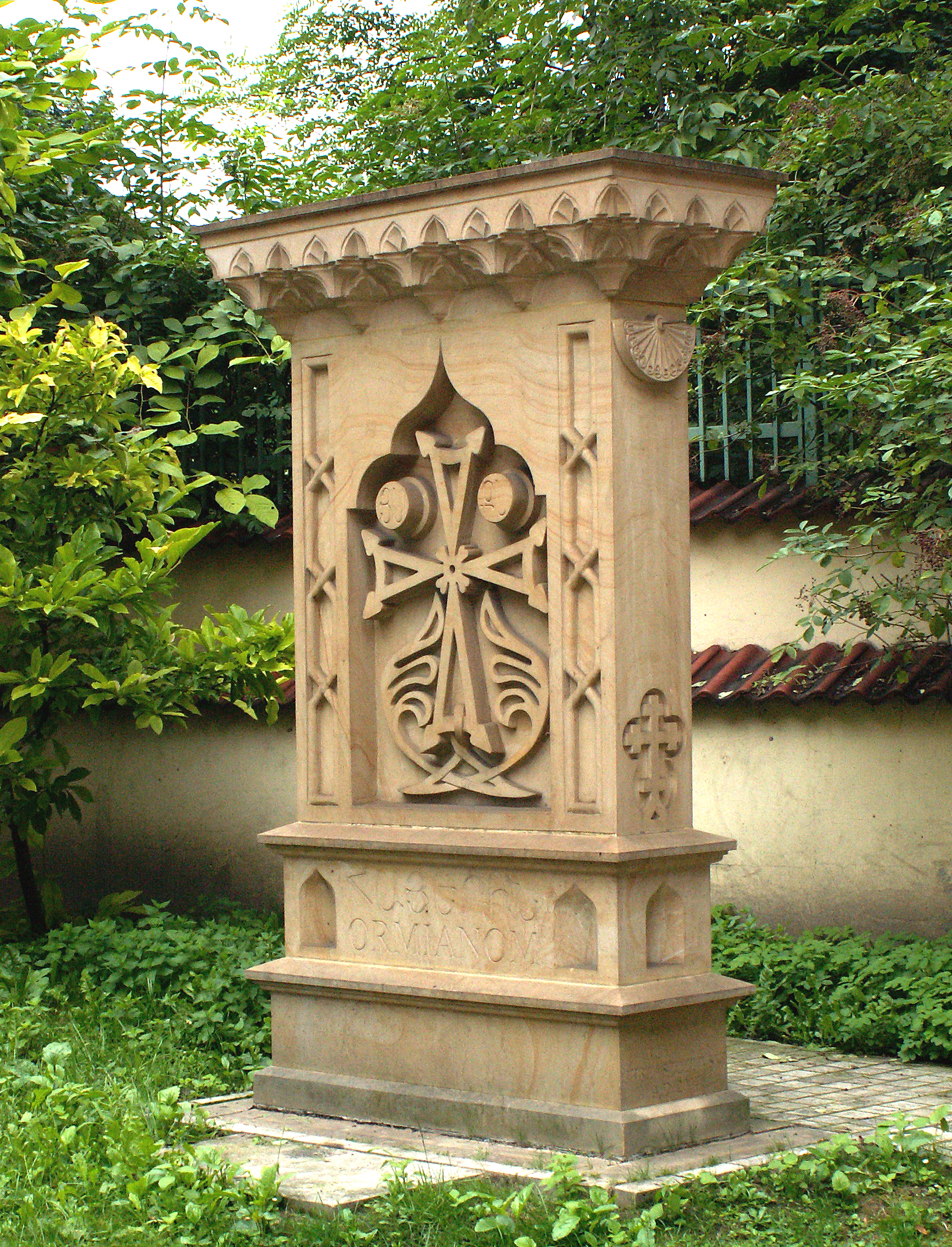
Upamiętniający ofiary chaczkar przy kościele św. Mikołaja w Krakowie

Sprawa ta jest jedną z przeszkód w przyszłym członkostwie Turcji w UE, a zarazem jedyną skuteczną możliwością „wymuszenia” przez społeczność międzynarodową przyznania się do tej zbrodni. 12 grudnia 2004 roku Francja (kraj, gdzie diaspora ormiańska wywiera największy wpływ na politykę bieżącą państwa, w którym żyje) zapowiedziała, że nie zgodzi się na członkostwo Turcji w Unii, jeżeli ta nie przyzna się do ludobójstwa. „Problem ormiański” jest jednak jednym z wielu obszarów podnoszonych przez Francję przy okazji perspektywy wstąpienia Turcji do UE. Francuzi najbardziej boją się utraty dominującej pozycji w instytucjach Unii, a według traktatu lizbońskiego Turcja miałaby najwięcej głosów w nowej Radzie Unii Europejskiej – głównej instytucji decyzyjnej UE. 
Stanowisko Polski jest jednoznaczne. Polski parlament jasno i wyraźnie wielokrotnie dawał znaki swojej pamięci, w tym również w postaci uchwały sejmowej. W sposób jednoznaczny w uchwale tej zostali określeni zarówno oprawcy, jak i prześladowani. Uznanie swoich win historycznych przez Turcję stanowi jeden z niezbędnych warunków do dalszego ubiegania się o miejsce w strukturach Unii Europejskiej.

## Reakcje międzynarodowe
| Państwa uznające rzeź Ormian za ludobójstwo Państwa negujące rzeź Ormian |

W czasie trwania masakry państwa zachodnie kilka razy ostrzegały rząd turecki, nie podjęły jednak żadnych konkretnych działań, gdyż prowadziły w tym czasie I wojnę światową. Udzieliły jedynie pomocy humanitarnej Ormianom, którym udało się uciec do Syrii i Iranu.

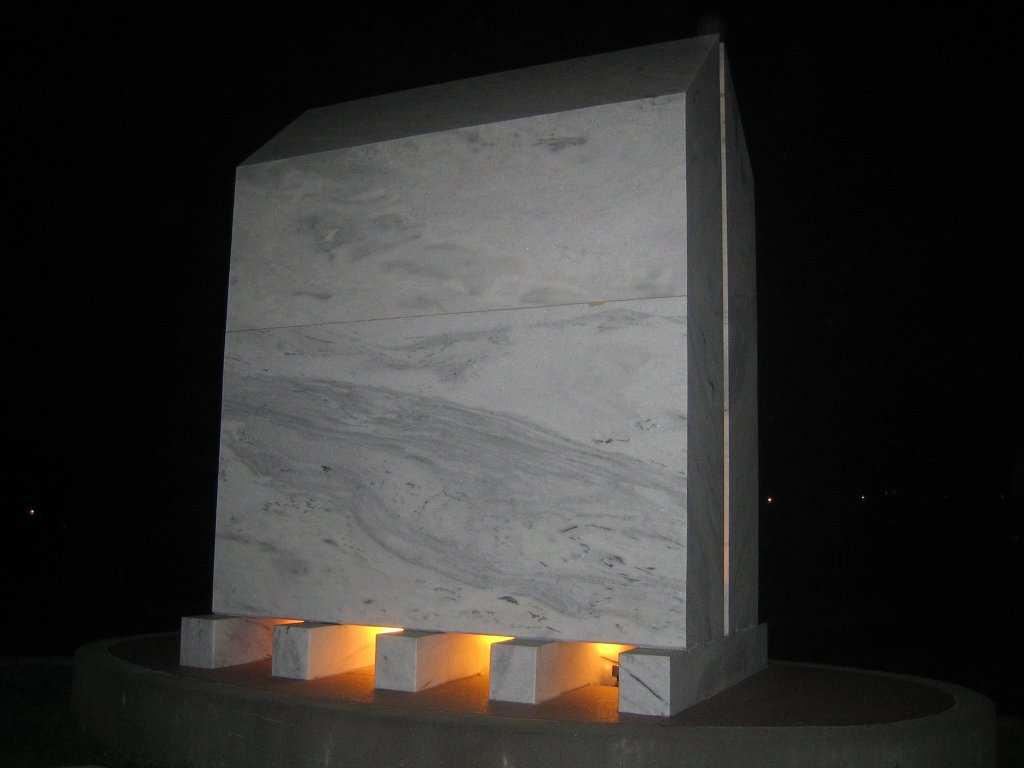
Pomnik w Montrealu upamiętniający ludobójstwo Ormian

Zgodnie z podpisanym 10 sierpnia 1920 roku w Sèvres przez sułtana Mehmeta VI traktatem pokojowym na zamieszkanych przed wojną terenach północno-wschodniej Anatolii miało powstać niepodległe państwo ormiańskie. Jednak traktat ten został odrzucony przez partię młodoturecką, która przejęła władzę w kraju. Ustalenia z Sèvres zostały praktycznie w całości porzucone w nowo podpisanym traktacie lozańskim z 24 lipca 1923 roku, który wyznaczył współczesne granice Turcji.
W 1939 roku Adolf Hitler nawiązał do tego faktu w tzw. cytacie armeńskim, wydając rozkaz ataku na Polskę: „Zabijajcie bez litości kobiety, starców i dzieci; liczy się szybkość i okrucieństwo. Kto dziś pamięta o rzezi Ormian?”
W 2001 roku Jan Paweł II beatyfikował jako męczennika za wiarę biskupa ormiańsko-katolickiego Ignacego Malojana, który w 1915 roku po fałszywym oskarżeniu o przemyt broni i odmowie przejścia na islam został zamordowany.

### Uznanie za ludobójstwo
Choć zdecydowana większość historyków potwierdza, że na ludności ormiańskiej dokonano ludobójstwa, to przez wiele lat wokół tej zbrodni panowała zmowa milczenia – Turcja była zbyt ważnym sojusznikiem dla światowych mocarstw. Jednak w ostatnich latach kolejne parlamenty podejmują uchwały, w których stwierdzają, że rzeź Ormian była ludobójstwem. Do tej pory ludobójstwo Ormian oficjalnie uznały: Argentyna, Armenia, Austria, Australia, Belgia, Bułgaria, Chile, Cypr, Francja, Grecja, Holandia, Kanada, Liban, Litwa, Niemcy, Polska (19 kwietnia 2005 roku Sejm dokonał tego poprzez aklamację), Rosja, Słowacja, Szwajcaria, Szwecja, Urugwaj, Walia, Watykan, Wenezuela i Włochy. W 2010 roku Komisja Spraw Zagranicznych Izby Reprezentantów Stanów Zjednoczonych przyjęła – niewiążącą prawnie – rezolucję. W 2019 roku obie izby Kongresu Stanów Zjednoczonych przyjęły rezolucję uznającą rzeź Turków na Ormianach za ludobójstwo: w październiku Izba Reprezentantów większością głosów, a w grudniu jednomyślnie zatwierdził ją Senat. 25 kwietnia 2022 roku prezydent Joe Biden uznał formalnie rzeź Ormian za ludobójstwo. Ponadto 22 grudnia 2011 roku izba niższa francuskiego parlamentu wprowadziła prawo przewidujące rok więzienia i 45 tysięcy euro grzywny za każde publiczne negowanie faktu ludobójstwa Ormian w latach 1915–1917. Spośród organów międzynarodowych uznających rzeź Ormian za fakt historyczny wymienić można: Parlament Europejski (dwukrotnie: 1987, 2004), Radę Europy, Podkomisję ONZ ds. Zapobiegania Dyskryminacji i Ochrony Mniejszości, Międzynarodowe Stowarzyszenie Badaczy Ludobójstw, Światową Radę Kościołów czy Amerykańską Unię Organizacji Żydowskich. Fakt ten uznał papież Jan Paweł II, podczas pielgrzymki do Armenii w roku 2001, oraz papież Franciszek, w orędziu adresowanym do Ormian i w homilii podczas mszy świętej odprawionej w Watykanie dla pielgrzymów rytu ormiańskiego w 2015 roku.

## Ludobójstwo Ormian w kulturze
- Czterdzieści dni Musa Dah – powieść Franza Werfla z 1933 roku,
- Czterdzieści dni Musa Dah (40 Days of Musa Dagh) – film fabularny prod. USA z 1982 roku w reżyserii Sarky Mouradiana – ekranizacja powieści Franza Werfla,
- Mayrig znaczy mama (Mayrig) – francuski film fabularny w reżyserii Henriego Verneuila z 1991 roku,
- Ararat (Ararat) – film fabularny francusko-kanadyjski z 2002 roku w reżyserii Atoma Egoyana,
- Rana (The Cut) – film fabularny niemiecko-francuski z 2014 roku w reżyserii Fatiha Akina,
- Farma skowronków (La Masseria delle allodole) – film fabularny, koprodukcja  włosko-bułgarsko-brytyjsko-francusko-hiszpańska z 2007 r. w reżyserii Paolo i Vittorio Tavianich,
- Przyrzeczenie (The Promise) – film fabularny prod. Hiszpania-USA z 2016 roku w reżyserii Terry George’a,
- Przedwiośnie – powieść Stefana Żeromskiego z 1924 roku,
- Przedwiośnie – film fabularny i serial z 2001 roku, ekranizacja powieści Stefana Żeromskiego w reżyserii Filipa Bajona,
- Ils sont tombés (They Fell) – piosenka Charles’a Aznavoura z 1975 roku,
- Baśń o myśli ostatniej – powieść Edgara Hilsenratha(inne języki) z 1989 roku,
- P.L.U.C.K. – utwór zespołu System of a Down z ich pierwszej płyty „System of a Down” z 1998 roku,
- Holy Mountains – utwór zespołu System Of A Down z ich piątej płyty „Hypnotize” z 2005 roku,
- Middlesex – powieść Jeffreya Eugenidesa, za którą otrzymał Nagrodę Pulitzera za rok 2002,
- Dziedzictwo Orchana (Orhan’s Inheritance) – powieść Aline Ohanesian z 2015 roku,
- Anhusz (Anyush) – powieść Martine Madden z 2015 roku,
- Armenia – obraz Macieja Świeszewskiego z 2015 roku[22],
- Eskorta porucznika (The Ottoman Lieutenant) – film fabularny produkcji turecko-amerykańskiej z 2017 roku, w reżyserii Josepha Rubena, wg scenariusza Jeffa Stockwella – „tureckie spojrzenie” na te wydarzenia i ich genezę.